# SMS marketing
SMS marketing je danes najbolj razširjen način mobilnega marketinga. Med bolj razširjene oblike mobilnega marketinga spadajo še Bluetooth marketing in WAP mobilne spletne strani. Kljub temu, da se SMS marketing že redno uporablja vse od leta 2000 je danes za večino podjetij novost. SMS marketing ima lahko izjemne učinke na prodajne rezultate posameznega podjetja ampak le v primeru, da se pravilno uporabi. Predvsem je potrebno upoštevat pravila dobre prakse in preprečevat vsakršno morebitno zlorabo zasebnosti uporabnikov. Pred samo odločitvijo ali vključit SMS marketing v trženje posameznega podjetja ali ne, si je potrebno dobro pogledat prednosti in slabosti.
Prav tako se je potrebno posvetovati s strokovnjaki na tem področju. Eden izmed ponudnikov SMS marketinga ponuja brezplačna svetovanja o SMS marketingu za posamično podjetje. Več informacij o tem si lahko ogledate na  Arhivirano 2008-10-23 na Wayback Machine.

Prednosti
SMS marketing ima številne prednosti tako z vidika podjetij kot uporabnika. Pomembnejše predstavljam v nadaljevanju:
Doseg: v svetovnem merilu 3 milijarde ljudi uporablja mobilni telefon (v revnejših predelih je mobilni telefon daleč najpomembnejše komunikacijsko sredstvo), ki s tem predstavlja enega izmed najbolj razširjenih »medijev« (gledano z vidika trženja). SMS-e redno pošilja 1,8 milijarde ljudi, v primerjavi z 1,1 milijardami ki redno uporabljajo internet. Ostale statistične podatke si lahko ogledate preko sledeče povezave (Vir: SMS or die ).
V Sloveniji smo v letu 2007 poslali približno pol milijarde SMS sporočil. Najbolj dejavni v pošiljanju smo bili v času novega leta, saj je povprečni mobilni uporabnik v obdobju 31.12.07 - 01.01.08 poslal 8 sporočil, kar skupno pomeni približno 16 milijonov sporočil.

Tehnološka dosegljivost: danes skoraj ni mobilnega telefona, ki ne bi imel možnosti pošiljanja kratkih sporočil. Na podlagi tega SMS oglaševanje pomeni trenutno najbolj dostopno obliko mobilnega trženja.

Odzivnost: SMS kampanje dosegajo v povprečju mnogo višjo odzivnost kot npr. e-pošta ali direktna pošta. Izraženo v odstotkih to pomeni 10 % stopnjo odzivnosti pri SMS-ih, 3-5 % pri e-pošti in 0,1 % pri direktni pošti. Po podatkih http://www.e-txt.com Arhivirano 2021-02-28 na Wayback Machine. pa SMS-i dosežejo skoraj 100 % branost, tako da če ne drugega bodo prejemniki vsaj prebrali ponudbo podjetij poslano preko SMS sporočil.
Interaktivnost in merljivost drugih medijev: s pomočjo SMS oglaševanja se lahko meri učinkovitost oglaševanja ostalih medijev. V televizijskem oglasu se npr. lahko poziva gledalce, da pošljejo določeno besedo ali kodo preko SMS-a. Take kampanje so v tujini dosegle visoko odzivnost. Po raziskavah za različne medije veljajo sledeče odzivnosti (Vir: Mobile Advertising):
- TV: 58 %

- Radio: 16 %

- Tiskani mediji: 12 %

Za uporabnike prinaša SMS marketing relevantne oglase s področij, ki jih zanimajo. 

Slabosti
Mobilni telefon je za vsakega posameznika zaseben: Iz tega razloga je pri načrtovanju marketinških akcij potrebna posebna pozornost saj mora biti cilj vsakega podjetja pri SMS marketingu povečati zadovoljstvo svojih strank in ne vsiljevanje oglaševalskih sporočil.

Slabosti z vidika uporabnikov

Zasebnost: pošiljanje nezaželenih sporočil uporabnikom je velika slabost SMS trženja. Zaenkrat še ni nobenega spam filtra za SMS-e in so iz tega vidika uporabniki prepuščeni na milost oziroma nemilost oglaševalcev. K temu dodajte nejasna navodila za prekinitev dobivanja sporočil s strani določenega podjetja in problem postane zelo jasen.
Čas in frekvenca prejemanja: ta dva dejavnika sta izjemno pomembna z vidika uporabnikov. Prejeto SMS sporočilo in s tem povezano glasovno opozorilo med sestankom ali drugimi pomembnimi opravki vsekakor ni zaželeno. Kar 42 % vseh anketirancev raziskave na podlagi diplomskega dela z naslovom »SMS oglaševanje kot oblika interaktivnega oglaševanja» (Avtor: Ana Praprotnik), moti neustrezen čas pošiljanja SMS sporočil in glasovno opozorilo mobilnega telefona.
Nezanimive vsebine: ta dejavnik je manj pomemben pri podjetjih, kjer imajo več informacij o posamezni stranki. Prav tako so stroški personalizacije ponujenih vsebin posameznikom relativno visoki zato mi npr. Gettymobile.si pošilja ponudbe o novih melodijah po tem, ko sem kupil java igro. Nezanimive vsebine za 39 % vprašanih (Vir: glej zgornji odstavek) predstavljajo moteči dejavnik. 
Če povzamemo zgoraj napisano si predstavljajte, da pošljete SMS sporočilo ob nepravem času in z nezanimivo vsebino. Lahko z veliko gotovostjo pričakujete, da boste zmotili 2/3 prejemnikov. Si tega res želite?

Slabosti z vidika podjetij
Slabosti SMS trženja z vidika podjetij so poleg vseh zgoraj navedenih še naslednje tri:
Omejenost SMS sporočil na 160 znakov: oglaševanje preko osnovnih SMS sporočil predstavlja veliko omejitev za opis ponudbe podjetij. Dva do tri stavke in to je vse, sploh če se zraven dodajo še kontaktne informacije, ki so skoraj nujne pri taki vrsti oglaševanja.
Ni grafičnih elementov: osnovna SMS sporočila so glede dodatnih grafičnih elementov zelo omejena. Tako so SMS oglasi strogo v tekstovni obliki.
»Moteče« oglaševanje: SMS »push« marketing pomeni, da zmotite vaše potencialne stranke. To vas uvršča med ostale oblike trženja po TV, radiu, revijah in ostalih medijih, ki slonijo na vsiljevanju oglasov. S tem pa zamujate večino prednosti, ki vam jih ponuja mobilno trženje (katere prednosti imam v mislih pa v naslednjih prispevkih). 

Iz zgoraj povedanega sledi, da je potrebna skrbna priprava SMS marketinške akcije. Le tako lahko podjetje izkoristi izjemen potencial, ki ga vsebuje mobilni telefon. Več o prednostih in slabostih SMS marketinga ter o tem kako pristopit k SMS marketingu lahko preberete tukaj  Arhivirano 2008-12-10 na Wayback Machine.